# Lesok (stacja kolejowa)
Lesok (ros. Лесок) – stacja kolejowa w miejscowości Riazań, w obwodzie riazańskim, w Rosji. Położona jest na linii Moskwa – Riazań – Samara.
Dawniej stacja węzłowa. Prowadziła stąd linia do stacji Stieńkino I, przechodząca przez tereny przemysłowe Riazania. Obecnie jest ona częściowo nieprzejezdna. Od Lesoka jej szlakiem biegnie bocznica do Elektrociepłowni Noworiazańskiej i innych obiektów przemysłowych.